# Klosterwasser
Das Klosterwasser, obersorbisch Klóšterska woda, früher auch Tušina, ist ein rechter Nebenfluss der Schwarzen Elster in Ostsachsen. Es durchquert den heutigen Kern des sorbischen Siedlungsgebietes im Landkreis Bautzen in der Oberlausitz. Der Fluss erhielt seinen Namen vom katholischen Kloster St. Marienstern und fließt hauptsächlich durch Gebiete, die früher in dessen Besitz waren.

## Verlauf
Das Flüsschen entspringt auf etwa 310 m ü. NN nordwestlich des Butterberges am südlichen Ortsende von Burkau bei Bischofswerda und fließt die ersten zwei Kilometer nordwärts. Es vereinigt sich in der Ortsmitte mit zwei weiteren Quellarmen, dem Burkauer Wasser, das am Osthang des Tanneberges am westlichen Ortsende von Burkau entspringt, und einem Bach, der nordöstlich des Butterberges entspringt. Das Klosterwasser durchquert den Ort weiter von Westen nach Osten und wendet sich danach nordwärts. Vor Ostro, dem nächsten Ort am Bachlauf, bildet das tief eingeschnittene Tal des Klosterwassers die natürliche Basis für eine der besterhaltenen Befestigungsanlagen aus slawischer Siedelzeit, die „Ostroer Schanze“. Sie erhebt sich an der Ostseite des Flüsschens, während der Ort Ostro auf der Westseite liegt.

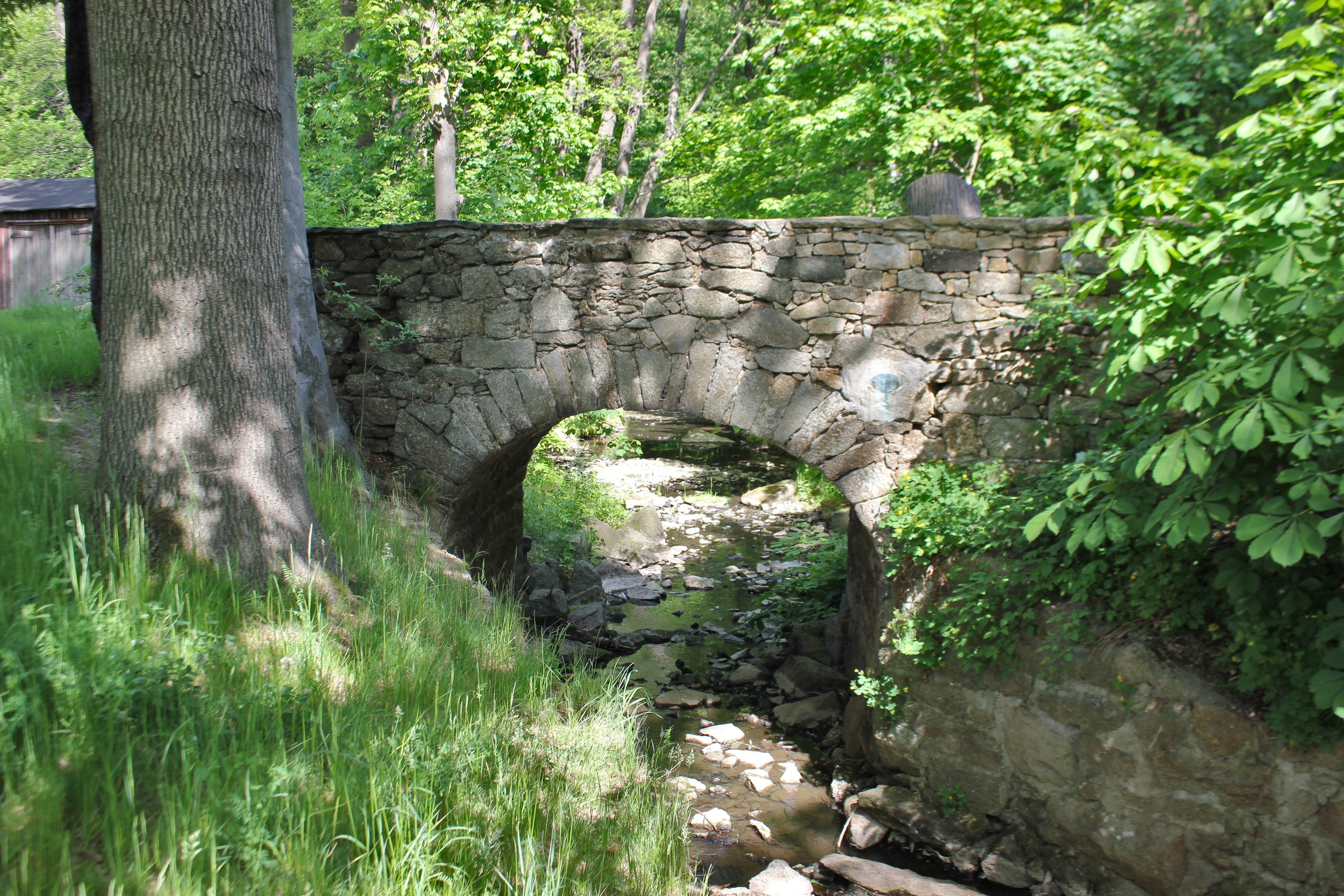
Klosterwasser und darüber errichtete Rundbogenbrücke an der Kuckauer Mühle

In Panschwitz-Kuckau umfließt das Klosterwasser südlich und westlich das namengebende Kloster St. Marienstern und passiert die „Kuckauer Schanze“, bei deren Anlage man ebenfalls den Fluss als natürliche Verteidigungslinie genutzt hat. Kurz hinter dem Ort wollte man eine Brücke für die 1912 begonnene Bahnstrecke Radibor–Kamenz (Sächsische Nordostbahn) errichten, deren Bau jedoch bereits in der Anfangsphase ins Stocken geriet und schließlich während des Ersten Weltkrieges gestoppt wurde.
Bei Räckelwitz verlässt das Flüsschen das sorbische „Oberland“ (Horjany) und tritt in das „Niederland“ (Delany) ein. Die hiesige Aue des Flüsschens wurde seit dem Mittelalter fast vollständig entwaldet. Zudem wurde das Klosterwasser zugunsten der Landwirtschaft nach 1945 begradigt und reguliert. Die sumpfigen Auen und Auwälder sind hier fast völlig verschwunden. Die einzige Ausnahme bildet das Naturschutzgebiet Lasker Auenwald. Hier findet sich auf etwa zwei Kilometern Länge der letzte naturbelassene Abschnitt der Aue.
Bis 1945 bildete das Flüsschen auf wenigen hundert Metern nördlich von Schönau die Landesgrenze zwischen den Königreichen Sachsen und Preußen.
Bei Kotten mündet das Klosterwasser auf etwa 130 m ü. NN in die Schwarze Elster.

## Sonstiges
Auf den Meilenblättern von Sachsen wurde der Bach um 1800 bis Kuckau als Burkauer Wasser bezeichnet und erst ab dort als Klosterwasser.
Der Verwaltungsverband Am Klosterwasser ist nach dem Flüsschen benannt. Er umfasst die fünf Kerngemeinden des heutigen sorbischen Siedlungsgebietes.
Bei einem Hochwasser am 3. August 1991 stand das Kloster St. Marienstern unter Wasser, wobei die jahrhundertealte Klostergärtnerei zerstört wurde.